# Kurt Neumüller
Kurt Neumüller (Salisburgo, 22 giugno 1914 – 5 giugno 1982) è stato un pianista e pedagogo austriaco presso l'Università Mozarteum di Salisburgo.
Nato a Salisburgo il 22 giugno del 1914, studiò pianoforte presso il Mozarteum con Franz Ledwinka che fu anche insegnante di Herbert von Karajan. Neumüller ricevette il suo diploma d'arte con i massimi voti nella classe di Elly Ney. Studiò successivamente con Edwin Fischer, e fu grandemente influenzato dai principi didattici di Alfred Cortot.

## Biografia
Durante la II Guerra Mondiale Neumüller divenne noto come uno dei più promettenti giovani artisti austriaci. Si esibì in tutta Europa come solista e in concerti di musica da camera e finita la guerra partecipò a varie edizioni del Festival di Salisburgo. Tra gli altri si esibì con il wind ensemble della Filarmonica di Vienna e con il Quartetto della Filarmonica di Vienna.
Con Josef Schröcksnadel al violino e Georg Weigl al violoncello fondò il Mozarteum trio  con i quali registrò svariati dischi per la radio austriaca, per la Philips Records (Mozart´s trios KV 564 e KV 502) e per la casa discografica francese Anthologie Sonore (Hayden trios). Tra i vari duettò con Ludwig Hoelscher, Riccardo Odnopossoff, Franz Bruckbauer, Eberhard Finke and Willi Boskovsky.
Il Professor Neumüller cominciò a insegnare pianoforte presso il Mozarteum nel 1941, preparando più di 60 candidati all'artist diploma. Tra i suoi studenti si ricordano Gernot Sieber, Gustav Kuhn, George Kern, David Renner, Gary Wolf, e Peter Lang. 
Nel 1963 si sposò con Susan Heimbach, una studentessa di pianoforte di Fubright, che divenne sua partner di pianoforte. La loro figlia, Gabriele, nacque nel 1964.
Kurt Neumüller morì improvvisamente di infarto il 5 giugno 1982.

## Onorificenze
- Nel 1978, il presidente austriaco lo premiò con la "Ehrenkreuz für Wissenschaft und Kunst I. Klasse" (decorazione austriaca per le scienze e le arti, prima classe)
- Nel 1981, la Società Mozartiana lo premiò con la medaglia Mozart d'argento per servizi meritevoli relativi alla conoscenza della musica di Mozart.